# Aster sanqingshanica
Aster sanqingshanica — вид квіткових рослин з родини айстрових (Asteraceae).

## Біоморфологічна характеристика
Морфологічні спостереження показали, що A. sanqingshanica найбільш схожа на A. tianmenshanensis, але легко відрізняється своїм висхідним стеблом (у порівнянні з прямовисними), війчастими прикореневими краями листків (у порівнянні з голими), 4–5-рядними філярії (проти 2–3-рядних), пурпурові філярії (верхівка) (проти зелених), плоска приймочка (проти опуклої) і ширша пластинка променевих квіток (3–4 мм проти 2–3 мм). Філогенетичний аналіз на основі даних про послідовності nrDNA ITS та ETS показує, що A. sanqingshanica тісно пов'язана з A. tonglingensis.

## Поширення
Це новий вид з Цзянсі, Китай.